# Ömheten (2013)
Ömheten är en svensk dramafilm från 2013, skriven och regisserad av Sofia Norlin. I rollerna ses bland andra Sebastian Hiort af Ornäs, Lina Leandersson och Alfred Juntti. Vid Guldbaggegalan 2014 tilldelades filmfotografen Petrus Sjövik pris för Bästa foto för filmfotot i Ömheten.

## Handling
Markus har ett brinnande bilintresse, men när han blir utkastad från fordonsprogrammet återstår bara arbete i gruvan. Samtidigt ska hans hemstad Kiruna flyttas.

## Rollista
- Sebastian Hiort af Ornäs – Markus
- Lina Leandersson – Zerin
- Alfred Juntti – Daniel
- Ella Nordin – Emma
- Jenny T Sandberg – Helena
- Pär Andersson – Daniels pappa
- Robin Edholm – Jonas
- Alexandra Dahlström – lärare
- Sven Björklund – Jyrkki
- Kemal Görgü – Zerins far
- Mikael Odhag – Kent
- Sonja Lindblom – Markus' mor
- Jesper Johansson – Jesper
- Gaspar Debary Norlin - pojken i bäcken och i skogen
- Selma Debary Norlin - flickan i skogen

## Om filmen
Filmen producerades av Olivier Guerpillon för DFM AB (Digital Filmmakers AB). Den hade en budget på 10 000 000 svenska kronor och spelades in med Petrus Sjövik som fotograf. Den klipptes av Nicolas Bancilhon och Philip Bergström och hade premiär den 6 december 2013. Filmen var den första att spelas in med pengar från Stockholms filmfestivals långfilmsstipendium för kvinnliga regissörer. Lina Leandersson spelar en av huvudrollerna men har bara 9 repliker i hela filmen.